# 新谷良子
新谷良子（日语：／ Shintani Ryōko，1981年3月31日—）是一位出身於石川縣金澤市的日本女性聲優及歌手。隸屬於Vi-vo（聲優經紀）、Lantis（歌手經紀）。曾经隶属红屋25时。
演出作品包括：梅尔菲·樱叶（银河天使系列）、沙英（向阳素描系列）、日塔奈美（再见，绝望先生系列）。

## 簡介

### 來歷
從石川縣的私立星稜高等学校畢業后去東京深造，于日本工学院専門学校的戲劇演員科声優課程進修。在學校中與清水愛和坂本美里等人組成「MeeMeeMoo」，進行電台廣播等活動的演出。
之後在遊戲『プリズムパレット』的選拔考試中獲得最優秀獎。但是該遊戲製作延遲，Broccoli方面作為賠禮推薦她參加了遊戲『銀河天使』的選拔考試，之後成功作為主角梅爾優‧櫻葉（原本是預定由田村由香里配音）的聲優完成出道。同時還主持電視節目『ゲーマーズエクスプレス』。
之後主持了眾多由Broccoli贊助的電視、廣播節目。另外以迷你專輯『ピンクのバンビ』作為了歌手出道。現在以被稱為「BambiPop」的音樂風格進行音樂活動。

### 特徵
- 多數是擔任性格開朗的少女角色，不過也出演天然呆・無口・御姐・冷酷・大小姐・母親・動物等各種類型的角色。

### 人物
- 據本人透露，成為聲優的契機是想成為美少女戰士月野兔和想見到绯村剑心和相樂左之助。
- 從中學時代就開始憧憬成為聲優，高中時代雖一度隸屬戲劇部，但也很快就辭退跑去了吹奏樂部。這是因為知道了「演戲最重要的是要會把握時機」而去培養節奏感。擔當打擊樂器[1]。高中時代美好回憶是「在吹奏樂部很開心」。
- 最喜歡粉紅色，本人的穿著、CD封面等都經常是粉紅色的。迷你裙和少女興趣服裝很多，對绝对领域也有個人的執著。但是迷你裙只有在活動上才會穿出來。喜歡的時尚品牌是「MILK」等。
- 常去东京迪士尼度假区玩，假日時BLOG經常會寫去了那裡，特別中意那裡的電子大遊行。多數是自己一個人去玩，不過也有和真田麻美、阿澄佳奈、松来未祐、稲村優奈等人一起去。由於三森鈴子聲優出道前曾在東京迪士尼海洋舞台劇『米奇夢想劇團』中擔綱主演，與三森共同演出『偵探歌劇 少女福爾摩斯』時，還因此向三森索取簽名。
- 喜歡的食物是高体鰤（魚）和哈密瓜、黑咖啡、碳酸飲料，不擅長吃辣的東西（辣椒、山葵等）。
- 初恋的人是里見浩太朗[2]。
- 喜歡的歌手是濱崎步、川本真琴等。
- 興趣與特技：蹦床和彈鋼琴。
- 久米田康治作品的FANS，因此為了能夠成為配『绝望先生』的日塔奈美的聲優而很高興。本來很期待能參加久米田的生前葬，但因為工作的關係而沒有去成。
- 在絕望先生的廣播『さよなら絶望放送』中讓人看到腐女的一面，每當有這類話題時就會興奮地大談。
- 銀河天使関連的聚會上，把擔當動畫版劇本的井上敏樹誤會當成是黑社會的人而嚇到。
- 時刻注意保持體型，現在晚餐都以豆腐代替米飯作為主食。
- 喜歡帕布雷斯特以水豚為原型開發的角色「カピバラさん」，房間里有大量該角色的物品。
- 喜歡攝像，擁有數碼单镜反光相机（佳能のEOS･KISS），在工作的間隔和休息時間經常拍各種景色和小東西。但比較重不方便經常帶著到處跑而又去買了理光的小型數碼相機。買理光的原因是「因為店員說理光的在微距摄影方面比較強」。另外在工作的空閒時間經常去車站前的家電批發店。

### 交友
- 在『銀河天使』中共演的田村ゆかり很疼她，從BLOG上也能看出兩人是關係很好的親友。和中原麻衣、田中理恵、野川樱也有親交。從新人時代就受新谷照顧的喜多村英梨更是將她神格化，很崇拜她。而野川的昵稱「さくにゃん」也是新谷命名的。另外堀江由衣也很親密的叫她「良子たん」，招待她參加自己的LIVE演出。
- 身材很好，這讓金井美香相當中意她。這點也被浅野真澄指出。

## 出演作品

### 電視動畫
※粗体為主角
2001年
- 銀河天使（梅爾菲·櫻葉）

2002年
- 拜託了老師（女學生）
- 銀河天使Z 第2期（梅爾菲·櫻葉）
- 銀河天使A/AA 第3期（梅爾菲·櫻葉）
- 魔力女管家（369）

2003年
- 拜託了雙子星（四道晴子）
- 灌籃少年（真鍋純子）
- Di Gi Charat Nyo!（梅爾菲·櫻葉）
- 成惠的世界（ケイ・シャーマン）
- MOUSE（亞美）

2004年
- 女孩萬歲（ぽよんちゃん）
- 銀河天使X 第4期（梅爾菲·櫻葉）
- 親愛一族（幾原菜月）
- W ～Wish～（井之原春陽）
- 真珠美人魚Pure（天城米兒）
- 舞-HiME（瀨能葵）

2005年
- 極樂天師（為我井陽）
- 笨笨森林日記（フクちゃん）
- 嬉皮笑園（宮田晶）
- ぺとぺとさん（ユーちゃん(守口雄一)）
- 舞-乙HiME（瀨能葵、アイン・ルー）
- 彈珠汽水～映在玻璃瓶的海～（鮎川美空）
- あかほり外道アワーらぶげ（にゃん谷良子）

2006年
- 極樂天師喝!!（為我井陽）
- 犬神!（沙世加、マロちゃん）
- 陰守忍者（澤菓愛里）
- 女生愛女生（將·噗）
- Gift 〜ギフト〜 eternal rainbow（藤宮千紗）
- ギャラクシーエンジェる～ん（梅爾菲‧櫻葉）
- 貓狗寵物街 (第三輯)（寶露）
- 小心啊公主（椿姫子）
- 變身公主（坂本七美）
- 聲優白皮書（鈴木りんか）
- 甜蜜偶像（藤田真琴）
- 血色花園（瑞秋·班寧）

2007年
- 風之聖痕（魔法少女しーちゃん）
- Ghost Heart（女學生14號）
- 向陽素描（沙英）
- 絕望先生（日塔奈美）
- GO！純情水泳社！（黃瀨早苗）

2008年
- 紅（崩月夕乃）
- 向陽素描x365（沙英）
- 俗·絕望先生（日塔奈美、（第6話後半部分：糸色望、木津千里））
- 秀逗魔導士Revolution（第12話-小孩）
- 小雙俠（第8話-小洋子）

2009年
- 瑪莉亞狂熱（桃井幸）
- 咲-Saki-（妹尾佳織）
- 懺·絕望先生（日塔奈美）
- 碧陽學園學生會議事錄（電影的聲音）

2010年
- 向陽素描×☆☆☆（沙英）
- 荒川爆笑團（鐵郎）
- 圣诞之吻SS（樱井梨穗子）
- 侦探歌剧 少女福尔摩斯（长谷川平乃）

2011年
- 新哆啦A夢（貴子）
- 魔法少女小圓☆魔力（志築仁美）
- 瑪莉亞狂熱 Alive（桃井幸）
- 境界線上的地平線（鹿角）
- 47都道府犬（日语：47都道府犬）（石川犬）

2012年
- 侦探歌剧 少女福尔摩斯 第2幕（长谷川平乃）
- 聖誕之吻SS+plus（櫻井梨穗子）
- 女子落語（宇座亭宇珊娜）
- 其中1個是妹妹！（新谷）
- 向陽素描×蜂窩（沙英）
- IXION SAGA DT（謎之女）
- 殭屍哪有那麼萌？（降谷千紘〈童年時代〉）

2013年
- 學生會的一存 Lv.2（宇宙巡）
- 两人是少女福尔摩斯（长谷川平乃）
- 八犬傳－東方八犬異聞－ 第2期（犬江仁〈幼少〉）
- 向陽素描 沙英．尋 畢業篇（沙英）
- 悠悠哉哉少女日和（富士宮木實）

2014年
- 咲-Saki- 全國篇（妹尾佳織）
- 魔法少女大戰（犬鷲由里）
- 關於完全聽不懂老公在說什麼的事情（田中）
- （橘響子）

2015年
- 關於完全聽不懂老公在說什麼的事情 第二期（田中、美少女戰士·黑）
- 靈感少女（勇氣的母親）
- 悠悠哉哉少女日和 Repeat（富士宮木實）
- 青年黑傑克（母親）

2018年
- 甜心戰士 Universe（胸爪）
- 我家的女僕有夠煩！（老師）

2024年
- 輪迴第7次的惡役令孃，在前敵國享受自由自在的新娘生活（莉雪的母親）

2025年
- 快藏好！瑪琪娜同學！！（房東[3]）

### OVA
2003年
- 巨乳學園（天神美加）

2005年
- 守護之心（皐月姫）

2008年
- 獄・再見絕望先生（日塔奈美）

2011年
- 改造新人類（詩繪、新☆谷良子、「吶喊尿壺會」會員、杜良瀨B、日邊美男、土俵）

2013年
- OVA中有1個是妹妹！（新谷）

### 劇場動畫
2002年
- Pia▼キャロットへようこそ！！劇場版さやかの恋物語（桑島美雪）

### 遊戲
- 戰機少女（草加）
- 銀河天使 / 銀河天使II 系列（梅爾優‧櫻葉）
  - GALAXY ANGEL
  - GALAXY ANGEL〜Moonlit Lovers〜
  - GALAXY ANGEL〜Eternal Lovers〜
  - GALAXY ANGEL EX
  - GALAXY ANGEL II 絕對領域之門
  - GALAXY ANGEL II 無限回廊之匙（鑰匙）
  - GALAXY ANGEL II 永遠回歸之時
- 给下一个牺牲者的死亡通告（高円寺唯柚）
- 學生會的一存（宇宙巡）
- 符文工廠3（咲夜）
- W ～Wish～（井ノ原春陽）
- White Princess the second（望月真心）
- 彈珠汽水（鮎川美空）
- Gift -prism-（藤宮千紗）
- 閃耀幻想曲（沙英）

### 電視節目
- 激☆店（BS-i：2003年7月～2005年3月、完結）
- GATV(Animax：2004年4月～2006年3月、完結）

### 廣播劇
- 瑪莉亞狂熱〈桃井幸〉
- 再見絶望放送（AnimaxTV：2007年8月28日 - ）

### 舞臺劇
- 情懷出色的圓舞（東京櫻組：2002年12月上演）

### 戲劇・廣播劇CD
- 紅（崩月夕乃）
- 漂亮怪獸（水名瀨☆優希）

### 細碟
1. ワガママ date show（2003年8月27日）
2. あいのうただから（2003年9月26日）
3. ray of sunshine（2003年10月22日）
4. 恋の構造/トリックスター（2004年9月23日）
5. Wonderstory/HAPPY END（2004年11月26日）
6. 世界でいちばんボクが好き!（2005年3月2日）
7. Happiest Princess（2005年10月5日）
8. CANDY☆POP☆SWEET☆HEART（2006年5月24日）
9. ロストシンフォニー（2007年6月27日）
10. crossing days（2008年5月21日）
11. 月とオルゴール（2008年10月22日）
12. ReTIME（2009年6月3日）
13. Piece of love（2009年11月25日）
14. Magic Spell（2010年3月24日）
15. HONEY TEE PARTY!（2010年10月6日）
16. Euphoric Prayer（2011年10月26日）
17. AUTOMATIC SENSATION（2012年2月14日）
18. STARting -from rebirth-（2015年3月11日）

### 專輯
1. ファンシー☆フリル（2004年4月28日）
2. Pretty Good!（2005年5月25日）
3. 空にとける虹と君の声（2006年11月6日）
4. Wonderful World（2007年12月19日）
5. MARCHING MONSTER（2009年2月18日）
6. UNLOCKER!（2011年6月22日）
7. Blooming Line（2013年8月14日）

### 迷你專輯
1. ピンクのバンビ（2003年3月17日）
2. BANDScore（2012年9月26日）
3. tick-ta cRock（2017年6月21日）

### 精選專輯
1. The Great bambi Pop Swindle（2007年2月14日）
2. BEST BAMBI BOX（2011年2月9日）

### 演唱會
- 新谷良子ファーストライブ はっぴぃ・はっぴぃ・すまいる'04 chu→lip☆LIVE

2004年6月26日 東京：ラフォーレミュージアム六本木
- 新谷良子ファーストライブツアー“はっぴぃ・はっぴぃ・すまいる'05 chu→lip☆くえすと”

2005年2月12日 名古屋：ボトムライン
2005年2月13日 大阪：BIG CAT
2005年2月20日 東京：Zepp Tokyo
- 新谷良子 さまぁらいぶつあー“はっぴぃ・はっぴぃ・すまいる'05 chu→lip☆Legend”

2005年8月20日 大阪：BIG CAT
2005年8月21日 福岡：DRUM Be-1
2005年8月27日 仙台：CLUB JUNKBOX
2005年9月3日 名古屋：ボトムライン
2005年9月4日 東京（完結へん）：Zepp Tokyo
2005年9月10日 金沢（あんこーるすぺしゃる）：金沢市文化ホール
- 新谷良子 LIVE“はっぴぃ・はっぴぃ・すまいる'07”chu→lip☆ARMY

2007年3月3日 東京：ゆうぽうと簡易保険ホール
- 新谷良子Live Tour ”はっぴぃ・はっぴぃ・すまいる'08”chu→lip☆Medalist

2008年2月23日 名古屋：E.L.L.
2008年2月24日 大阪：BIG CAT
2008年3月9日 東京：SHIBUYA-AX
- Early X'mas Time in chu→lip☆kingdom

2008年11月30日 神奈川：CLUB CITTA'
- 新谷良子Live Tour 2009 はっぴぃ・はっぴぃ・すまいる'09　chu→lip☆Toy parade

2009年4月18日　千葉：LOOK
2009年4月19日　埼玉：HEAVEN'S ROCKさいたま新都心
2009年4月25日　京都：KYOTO MUSE
2009年4月26日　名古屋：Electric Lady Land
2009年5月2日　新潟：CLUB JUNK BOX
2009年5月3日　金沢：金沢AZ
2009年5月5日　大阪：OSAKA MUSE
2009年5月6日　神戸：KOBE LIVEACTBAR VARIT.
2009年5月9日　福岡：DRUM Be-1
2009年5月10日　広島：ナミキジャンクション
2009年5月16日　仙台：CLUB JUNK BOX
2009年5月17日　宇都宮：HEAVEN'S ROCK Utsunomiya
2009年5月31日　東京：赤坂BLITZ

### 集會
- りょーこと新春ダメ出し祭りin晴海（DVD「はっぴぃ・はっぴぃ・すまいる'05 chu→lip☆Legend」発売記念イベント）

## 外部連結
- 官方網站：新谷良子 Official Web Site はっぴぃ・はっぴぃ・すまいる （页面存档备份，存于）（Happy·Happy·Smile）
- 官方Blog：AmebaBlog 「はぴすま☆だいありー♪」 （页面存档备份，存于）
- 聲優公司介紹頁：事務所公開簡歷
- 唱片公司介紹頁：Lantis的官方介紹
- 新谷良子的Instagram帳戶
- 新谷良子的X（前Twitter）